# Liste der Monuments historiques in Hennezel
Die Liste der Monuments historiques in Hennezel führt die Monuments historiques in der französischen Gemeinde Hennezel auf.

## Liste der Objekte
| Bezeichnung                                   | Beschreibung | Standort                                   | Kennzeichnung | Schutzstatus | Datum | Bild |
| --------------------------------------------- | --- | ------------------------------------------ | ------------- | ------------ | ----- | ---- |
| Gemälde Die Heiligen der Vôge und der Vogesen | Ölfarbe auf Leinwand, 1885 von Alphonse Monchablon; im Musée du Verre, du Fer, du Bois et de la Resistance ausgestellt | La Hutte, in der Kapelle Notre-Dame (Lage) | PM88001512    | Inscrit      | 2006  |      |